# Markby
Markby – wieś w Anglii, w hrabstwie Lincolnshire, w dystrykcie East Lindsey. Leży 52 km na wschód od Lincoln i 199 km na północ od Londynu.